# Liste der Stolpersteine in Hoek van Holland
Die Liste der Stolpersteine in Hoek van Holland umfasst die Stolpersteine, die von Gunter Demnig in Hoek van Holland verlegt wurden. Stolpersteine sind den Opfern des Nationalsozialismus gewidmet. Demnig verlegt für jedes Opfer einen eigenen Stein; im Regelfall vor dem letzten selbst gewählten Wohnsitz.
Die bisher einzigen Verlegungen in Hoek van Holland fanden am 17. Februar 2015 statt.

## Verlegte Stolpersteine
In Hoek van Holland wurden fünf Stolpersteine an einer Adresse verlegt.
| Stolperstein | Übersetzung                                                                                                  | Verlegort        | Name, Leben                            |
| ------------ | --- | ---------------- | -------------------------------------- |
|              | HIER WOHNTE ISRAËL MOZES VAN DER SLUIS GEB. 1920 DEPORTIERT 1942 AUS WESTERBORK ERMORDET 30.9.1942 AUSCHWITZ | Schoolstraat 28b | Israël Mozes van der Sluis (1920–1942) |
|              | HIER WOHNTE MARGERETHA VAN DER SLUIS GEB. 1926 DEPORTIERT 1942 AUS WESTERBORK ERMORDET 30.9.1942 AUSCHWITZ   | Schoolstraat 28b | Margeretha van der Sluis (1926–1942)   |
|              | HIER WOHNTE MOZES ISRAËL VAN DER SLUIS GEB. 1894 DEPORTIERT 1942 AUS WESTERBORK ERMORDET 30.9.1942 AUSCHWITZ | Schoolstraat 28b | Mozes Israël van der Sluis (1894–1942) |
|              | HIER WOHNTE SAARTJE VAN DER SLUIS GEB. 1922 DEPORTIERT 1942 AUS WESTERBORK ERMORDET 30.9.1942 AUSCHWITZ      | Schoolstraat 28b | Saartje van der Sluis (1922–1942)      |
|              | HIER WOHNTE SIMON IZAAK VAN DER SLUIS GEB. 1928 DEPORTIERT 1942 AUS WESTERBORK ERMORDET 30.9.1942 AUSCHWITZ  | Schoolstraat 28b | Simon Izaak van der Sluis (1928–1942)  |

## Verlegedatum
- 17. Februar 2015